# 玛丽亚·塞雷诺
玛丽亚·塞雷诺（英語：Maria Lourdes Punzalan Aranal-Sereno，1960年7月2日—）是一名菲律宾女性法官、律师和法学教授。2010年，她成为最高法院法官，成为菲律賓大理院历史上第13位女法官。她于2012年8月25日被总统阿基诺三世任命为最高法院首席大法官，时年52的她也因此成为菲律宾历史上第二年轻的首席大法官以及该国首位女性大法官。此前的首席大法官雷納托·科羅納于2012年5月因隐瞒资产而遭到弹劾和定罪。
塞雷諾被視為菲律賓政界高層的少數獨立聲音，曾多次批評總統羅德里哥·杜特蒂攻擊法治及其禁毒戰爭。

## 生平
1960年她生于马尼拉，母亲是一位学校教师。1980年她获得馬尼拉雅典耀大學的经济学学士。1984年又取得菲律賓大學法学学士学位。1993年取得密西根大學的法学硕士。
她曾担任亚洲管理研究所政策中心的主任。曾在菲律賓大學教授法学达19年之久。也担任过联合国、世界银行和美国国际开发署的顾问。
她也曾在新加坡为Fraport公司 一案担任辩护律师，为菲律宾赢得了官司。
2018年5月11日，最高法院以8對6票批准政府要求取消塞雷諾任命的訴狀，引起政壇風暴。外界質疑其下馬是當局的政治報復。反對派質疑此舉損害民主基礎，令最高法院淪為「扯線公仔」。